# Quercus tuberculata
Quercus tuberculata  es una especie de roble endémica de México, muy escasa y amenazada de extinción. Es originaria de zonas montañosas del norte del país: Baja California Sur, Sonora, Chihuahua, Sinaloa, Michoacán, Durango, y Nuevo León. Junto con otras fagáceas norteamericanas fue denominado popularmente como encina o encino por analogía con la encina (Quercus ilex) de la península ibérica. 
Q. tuberculata es un árbol caducifolio de hasta 12 metros de altura y un tronco de hasta 30 cm de diámetro. Las hojas son ovaladas o lanceoladas, gruesas y coriáceas, de hasta 15 cm de longitud; sus bordes son variables, pudiendo tenerlos ondulados no lobulados ni aserrados, pero también aserrados o lobulados.